# James Guthrie
James Guthrie (Londra, 14 novembre 1953) è un produttore discografico e ingegnere del suono britannico.
È famoso per aver rimasterizzato i principali dischi dei Pink Floyd e di numerosi altri artisti.

## Biografia
Emerse sulla scena musicale per aver coprodotto nel 1979 The Wall dei Pink Floyd. Successivamente si occupò della revisione dell'intero catalogo del gruppo negli anni '90. Ha supervisionato e rimasterizzato in 5.1, inoltre, l'intero catalogo del chitarrista dei Pink Floyd, David Gilmour.
James Guthrie è anche produttore di gruppi famosi come Queensrÿche (The Warning) e Judas Priest (Stained Class), e meno come i Runner. 
Guthrie ha inoltre masterizzato il doppio album di Kate Bush del 2005, Aerial.
Attualmente lavora presso gli studi domestici della sua proprietà a Lake Tahoe, in California.

## Premi e riconoscimenti
- Ha ricevuto un Grammy nel 1980 per The Wall[2].